# Paul Adolphe Kauffmann
Pour les articles homonymes, voir Kauffmann.
Paul Adolphe Kauffmann dit aussi Peka (né le 8 juillet 1849 à Belfort, Territoire de Belfort - 20 février 1940 à Grimault, Yonne) est un illustrateur français. 
Il signait « P. Kauffmann » ou « P. K. ».

## Biographie

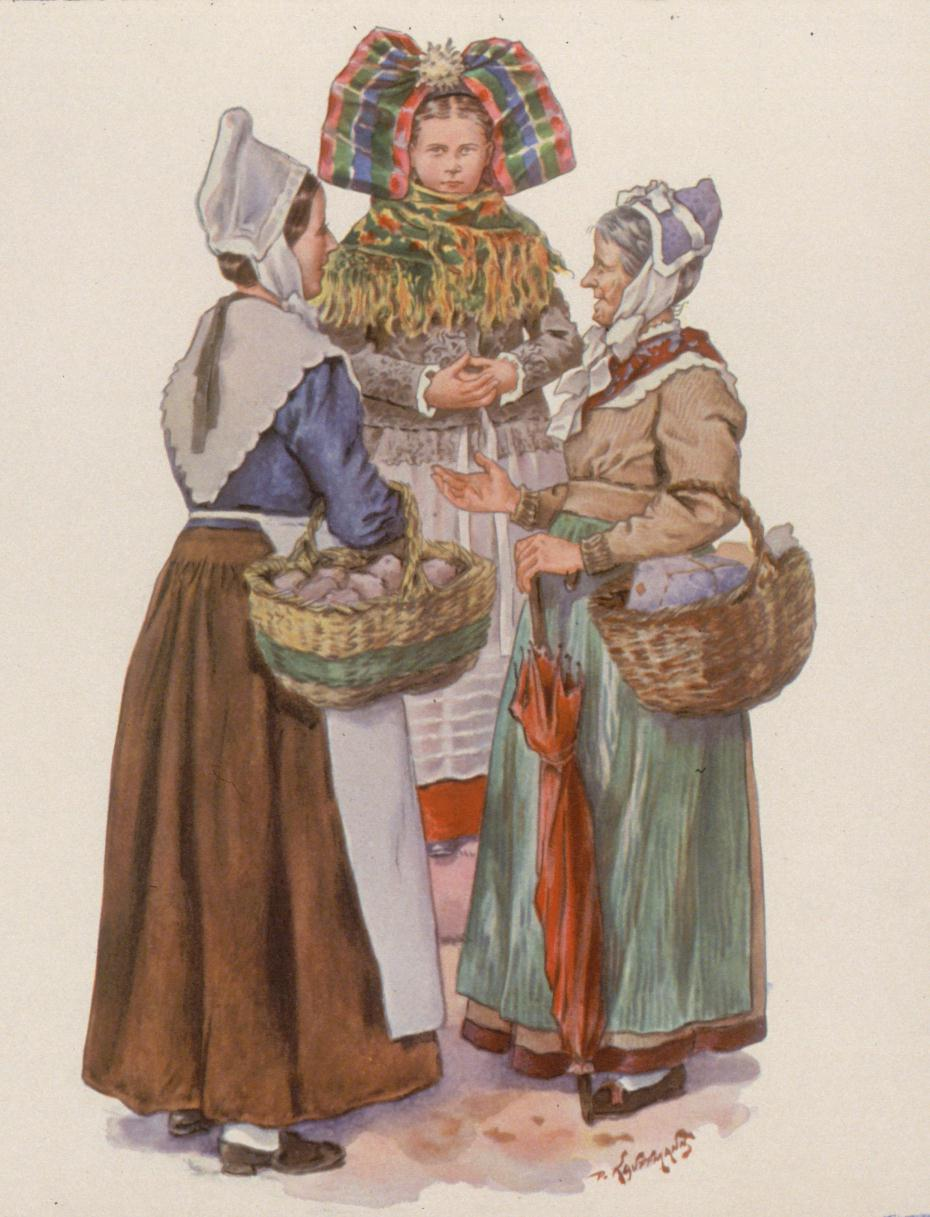
Costumes traditionnels des femmes alsaciennes de Schleithal et de Bitschhoffen

Paul Adolphe Kauffmann naît à Belfort, dans l'actuel Territoire de Belfort (Haut-Rhin jusqu'en 1871), le 8 juin 1849. Il est le fils de Jean-Pierre Kauffmann (1803, Saint-Louis.
Il fait toutes ses études à Colmar où sa famille vient habiter en 1849 peu après sa naissance, puis il commence sa vie professionnelle dans le dessin industriel à Mulhouse avant de se rendre à Paris.
Après un début de carrière de peintre régionaliste (sujets typiques d'Alsace), il choisit la voie de l'illustration et travaille pour de nombreuses maisons d'édition ainsi que pour la presse : L'Écolier illustré, Le Monde illustré (en 1869).
Engagé dans la guerre de 1870, il devient un témoin de son temps. En 1872, le magazine L'Illustration publie plusieurs de ses dessins sur l’occupation prussienne à Belfort. Il devient correspondant artistique pour L’Illustration, le Journal illustré, Le Monde illustré, The Graphic, et The Illustrated London News. En 1877-1878, il suit la campagne russo-turque comme correspondant au Monde illustré et livre des dessins à l'hebdomadaire populaire Les Faits-Divers illustrés. Il s'adonne avec bonheur à l'aquarelle.
Il épouse en 1879 à Paris Louise Baudry (1861-1941) qui lui donne deux enfants ; ils vécurent en Île-de-France.
Il participe à l’exposition des amateurs alsaciens à Mulhouse en 1884. Il présente des paysages à l’Exposition de l’Union artistique, à Paris en 1889. Il expose à la vitrine des Beaux-arts (École des Beaux-arts de Besançon) en 1891 et 1892. Il expose à la Galerie G. Petit à Paris en 1908. Il participe à plusieurs expositions organisées par la Société des Arts de Mulhouse entre 1914 et 1930. Il travaille également pour l'Imagerie d'Épinal.
Il couvre pour la presse la guerre russo-japonaise de 1904-1905.
Il a édité à compte d’auteur Les Noces alsaciennes en 1914, et L'Alsace traditionaliste en 1930. Ses œuvres personnelles ont principalement pour sujet l'Alsace et les Alsaciens. Un certain nombre ont été éditées sous forme de cartes postales. Il fut l'illustrateur d'une centaine d'ouvrages. Il mit également son talent au service de la publicité : il est notamment l'auteur de l'affiche La Bretagne pittoresque, en route pour le pardon, pour les Chemins de fer de l'État (un exemplaire dans les collections du Musée départemental breton, Quimper).
Il meurt à l'âge de 90 ans le 20 février 1940 à Grimault (Yonne), où se trouve sa sépulture.

## Œuvres

### Analyse de l'œuvre

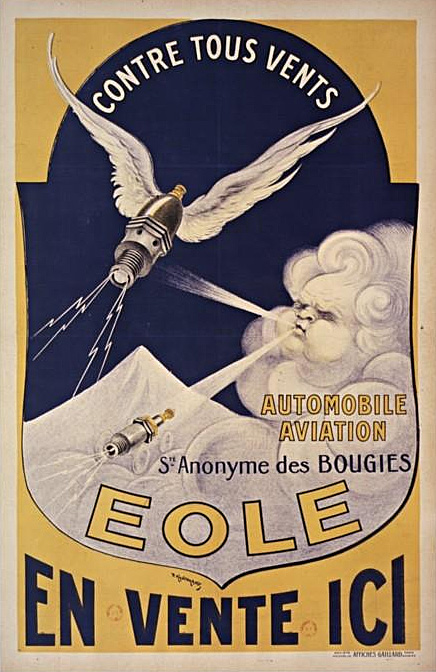
Affiche publicitaire pour les bougies Eole (1910)

Paul Kauffmann est surtout reconnu pour avoir croqué les scènes de la vie quotidienne des Alsaciens sur des séries de cartes postales (il participe d'ailleurs à la collection des cent). Cependant, l’artiste possède de nombreux autres talents, qui lui apporteront reconnaissance et succès.
Observateur attentif et passionné de son Alsace natale, il réalise grand nombre de dessins, abordant autant les aspects traditionnels que politiques. L’Alsace traditionaliste (1931) sera le plus célèbre des livres qu’il a publiés – ou dont il a signé l’illustration.

### Affiches
- Histoire des Tuileries par Jules Beaujoint. A. Fayard, Paris, Imprimeur Ménétrier, [1880].
- Les mystères de la cour de Londres, Paris, [A. Fayard, 1880].
- Vient de paraitre, la Dame voilée roman très émouvant par Émile Richebourg [...], belle édition illustrée [...], 10 centimes la livraison[7], Paris, Imprimerie Charaire, 1885.
- En vente chez tous les libraires, L'Évadé par Henri Rochefort, illustrations de Kauffmann... L. Bailliére & H. Messager, Paris, 1888.
- Chemins de fer du Midi - voyages à prix réduits aux Stations Hivernales et Balnéaires des Pyrénées. Méditerranée, Pyrénées Océan, Paris, Affiches Manzi, Joyant & cie, [1900].
- Contre tous vents. Automobile, aviation. Sté anonyme des bougies Eole, Paris, Affiches Gaillard, [1910].
- Chemins de fer de l'État. La Bretagne pittoresque. Huelgoat, en route pour le Pardon, s. d.

### Ouvrages illustrés
- Drak le farfadet (Imagerie d'Épinal) [Laquelle ?][8]
- Contes et légendes d'Alsace d'Émile Hinzelin, Librairie Fernand Nathan, coll. « Contes et légendes de tous les pays, 1913
- Les noces alsaciennes, 1914
- L'Alsace traditionaliste. Première partie : types et costumes. Deuxième partie : l'habitation rurale, 30 aquarelles en couleurs, 84 planches de dessins en noir, texte explicatif et détaillé par l'auteur - Libr. Union, Strasbourg, 1930[9].